# Pozo Cañada
Pozo Cañada ist eine Kleinstadt und eine Gemeinde (municipio) mit nur noch 2.692 Einwohnern (Stand: 2024) in der Provinz Albacete in der Autonomen Region Kastilien-La Mancha im Südosten Spaniens. 2000 wurde Pozo Canada aus der Provinzhauptstadt herausgelöst. 

## Lage und Klima
Pozo Cañada liegt im Südosten Neukastiliens etwa 24 km (Fahrtstrecke) südsüdöstlich der Provinzhauptstadt Albacete in einer Höhe von ca. 700 m.  Die Autovía A-30 verläuft durch die Gemeinde. Das Klima im Winter ist gemäßigt, im Sommer dagegen warm bis heiß; die eher geringen Niederschlagsmengen (ca. 356 mm/Jahr) fallen – mit Ausnahme der nahezu regenlosen Sommermonate – verteilt übers ganze Jahr.

## Bevölkerungsentwicklung
| Jahr      | 2001 | 2011 | 2021 |
| Einwohner | 2664 | 2895 | 2797 |

## Sehenswürdigkeiten
- Reste der Windmühle
- Johannes-der-Täufer-Kirche

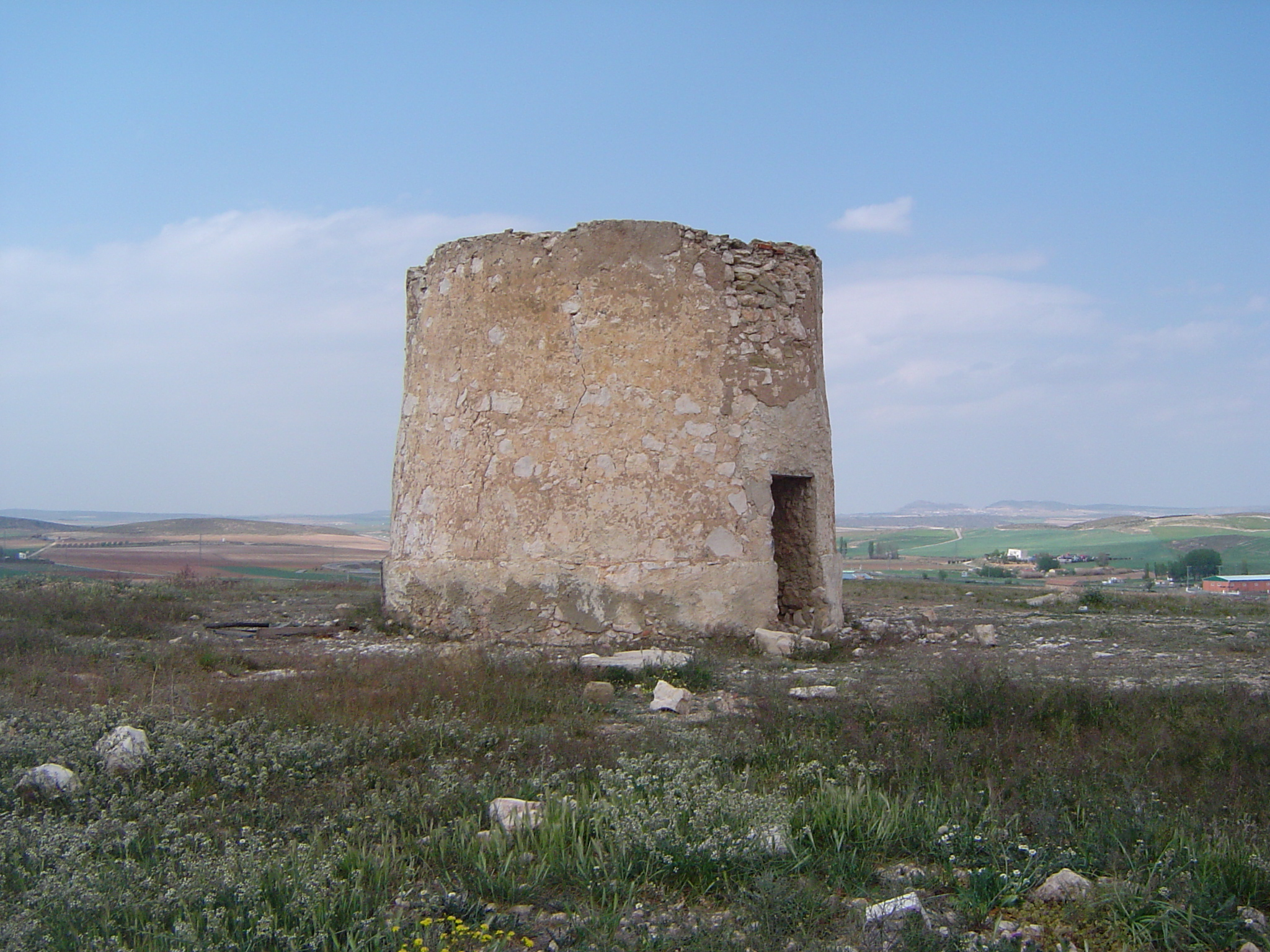
Reste der alten Windmühle
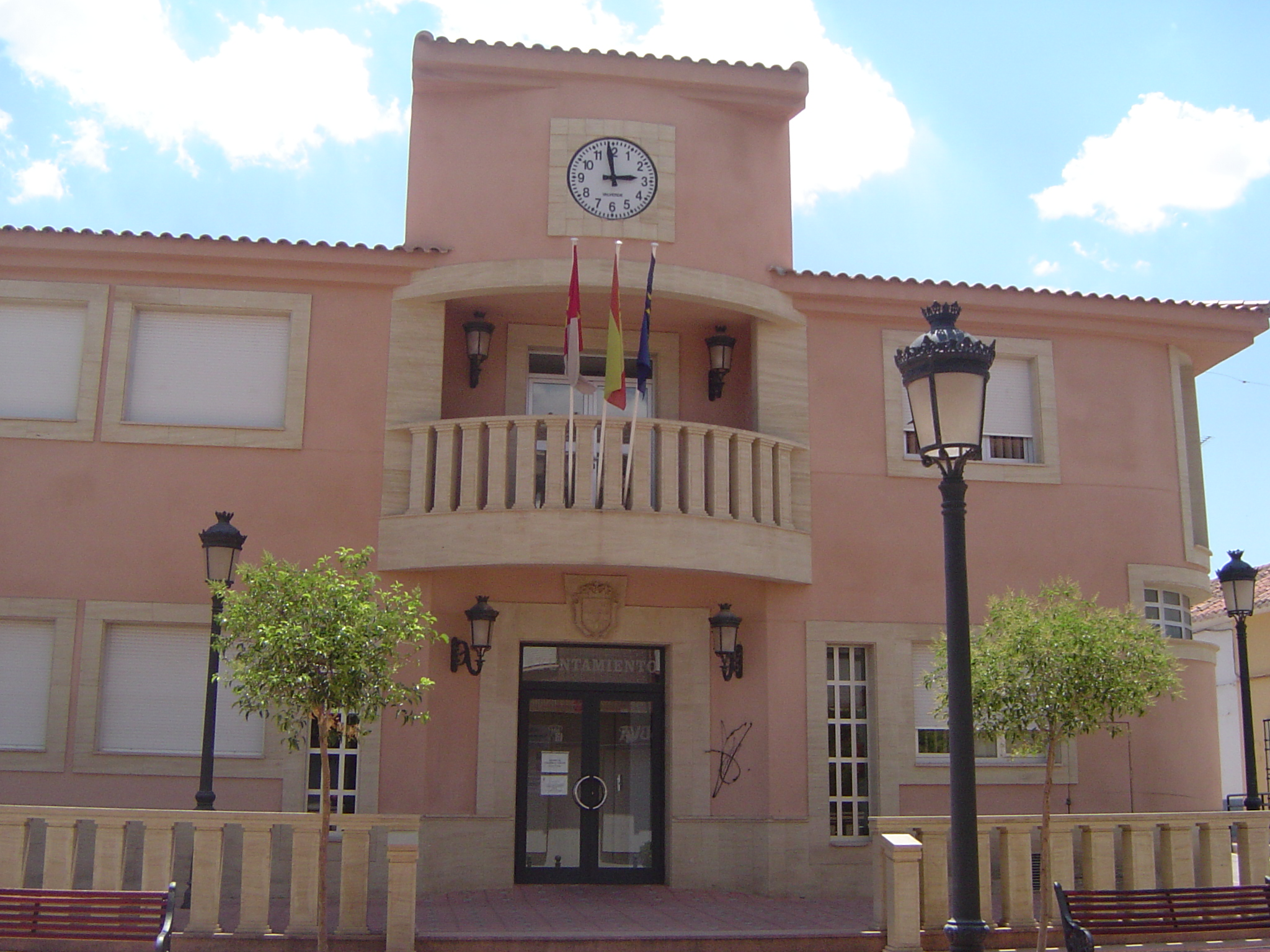
Rathaus